# Gabino Gaínza

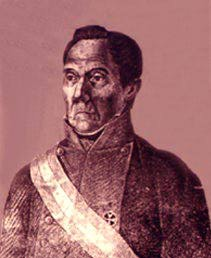
Gabino Gaínza y Fernández de Medrano

Gabino Gaínza y Fernández de Medrano (* 20. Oktober 1753 in Pamplona; † 1829 in Mexiko) war der erste Präsident Zentralamerikas nach der Unabhängigkeit von Spanien.

## Leben

### Militärische Karriere
Gabino Gaínza wurde im spanischen Pamplona geboren (andere Quellen geben auch das baskische Guipúzcoa als Geburtsort an). Im Alter von 14 Jahren trat er in die königlich-spanische Armee ein. Im Jahre 1780 wurde er nach Peru abkommandiert, wo er unter anderem an der Niederschlagung des Aufstandes unter Tupac Amaru II. beteiligt war. Im Januar 1814 entsandte der Vizekönig José Fernando Abascál y Sousa Gaínza mit einer Truppe von knapp 800 Mann nach Chile, um dort die Unabhängigkeitsbewegung unter Führung von José Miguel Carrera und Bernardo O’Higgins zu bekämpfen. Nach mehreren Schlachten mit wechselndem Ausgang kam es am 3. Mai 1814 durch Vermittlung des englischen Kommodore James Hillyard zum Abschluss des Vertrages von Lircay zwischen Gaínza und O’Higgins, der später jedoch vom Vizekönig Abascal nicht anerkannt wurde. Dieser entsandte daraufhin im Juli 1814 Mariano Osorio mit neuen Truppen nach Chile. Osorio nahm Gaínza fest, eröffnete ein Kriegsgerichtsverfahren gegen ihn wegen der mit den Aufständischen geführten Verhandlungen und schickte ihn zurück nach Lima, wo er bis zum Abschluss des Verfahrens in Haft blieb. Im Jahre 1816 wurde Gaínza zwar freigesprochen, sein Ansehen in der Armee hatte jedoch stark gelitten. Er wurde nach Quito im Vizekönigreich Neugranada versetzt.

### Die Unabhängigkeit Zentralamerikas
Anfang 1820 wurde Gaínza zum Generalsubinspekteur des Heeres in dem zum Vizekönigreich Neuspanien gehörende Generalkapitanat von Guatemala (welches die fünf Provinzen Guatemala, El Salvador, Honduras, Nicaragua und Costa Rica umfasste) ernannt. Gegen diese Nominierung protestierten sowohl der neue Vizekönig von Peru Joaquín de la Pezuela, der auf Gaínzas Sympathien für die Unabhängigkeitsbewegung hinwies, als auch der Generalkapitän von Guatemala Carlos Urrutia y Montoya, der Gaínza wegen seines Alters ablehnte. Dennoch trat Gaínza den neuen Posten an. Ungeachtet der anfänglichen Abneigung gegen ihn übertrug Urrutia, der im August 1820 einen Schlaganfall erlitten hatte, Gaínza – unter anderem auf Initiative seiner Ärzte Dr. Pedro Molina und Dr. Vicente Carranza, die beide der Unabhängigkeitsbewegung angehörten – am 9. März 1821 die Ausübung der Regierungsgewalt. Dieser war damit de facto Generalkapitän. Nachdem im August 1821 Mexiko unter Führung von Agustín de Iturbide seine Unabhängigkeit erlangt hatte, stellte sich auch Gaínza offen auf die Seite der zentralamerikanischen Unabhängigkeitsbewegung. Für den 15. September 1821 berief er in Guatemala-Stadt eine Versammlung ein, die Guatemala (das heißt Zentralamerika) für von Spanien unabhängig erklärte und eine entsprechende Unabhängigkeitserklärung unterzeichnete. Dabei herrschte unter den Teilnehmern allerdings Uneinigkeit, hinsichtlich der künftigen staatlichen Organisation Zentralamerikas, insbesondere hinsichtlich der Frage, ob es sich auf der Grundlage des "Plans von Iguala" an das frisch gegründete Kaiserreich Mexiko anschließen oder als unabhängiger Staat fortbestehen sollte. Die Versammlung vom 15. September 1821 bestimmte, dass dies von einem für den 1. März 1822 einzuberufenden Nationalkongress entschieden werden sollte. Bis zu dessen Zusammentreten sollten auch alle politischen, militärischen und klerikalen Amtsinhaber in ihren Funktionen verbleiben. Auf diese Weise wurde Gaínza de facto erstes Staatsoberhaupt des unabhängigen Guatemala (Zentralamerika).

### Anschluss an Mexiko
Gaínza war ein vehementer Verfechter eines Anschlusses Zentralamerikas an Mexiko, den er notfalls auch gegen den Willen der Mehrheit durchzusetzen gedachte. Nachdem er von Agustín de Iturbide die Mitteilung erhalten hatte, dass an der Grenze zu Guatemala eine mexikanische Division bereit stehe, um "die heilsamen Projekte derjenigen, die ihr Vaterland lieben, mit Waffen zu schützen", informierte Gaínza daher die – noch zu Kolonialzeiten ernannten und zumeist von spanischen Aristokraten dominierten – Kommunalvertretungen (Ayuntamientos) in den fünf zentralamerikanischen Provinzen mit Schreiben vom 30. November 1821 schlicht, dass "die Umstände es nicht zulassen, die Versammlung der Abgeordneten ... abzuwarten" und forderte sie daher auf, selbst über die Frage eines Anschlusses an Mexiko zu befinden. Die Gemeindevertretungen stimmten einem Anschluss zu, woraufhin Gaínza mit Dekret vom 5. Januar 1822 den Anschluss Guatemalas (Zentralamerikas) an Mexiko verfügte. Iturbide ernannte ihn sodann mit Dekret vom 23. Januar 1822 zum vorläufigen Generalkapitän von Guatemala. Vor allem in El Salvador regte sich unter Führung von Dr. Matías Delgado und Manuel José Arce umgehend massiver Widerstand gegen den Anschluss, der in eine bewaffnete Auseinandersetzung mündete. Angesichts der Unfähigkeit Gaínzas, diesen Widerstand niederzuschlagen, setzte Iturbide Gaínza ab und ordnete den Einmarsch der bereits an der Grenze stationierten, 600 Mann starken Truppe unter dem Befehl des mexikanischen Brigadegenerals Vicente Filisola nach Guatemala an. Am 12. Juni 1822 erreichten diese Guatemala-Stadt. Am 23. Juni 1822 übertrug Gaínza auf Befehl Iturbides die Regierungsgewalt auf Filísola und begab sich nach Mexiko. Dort verbrachte er den Rest seines Lebens und starb 1829 in Armut.